# ECCO

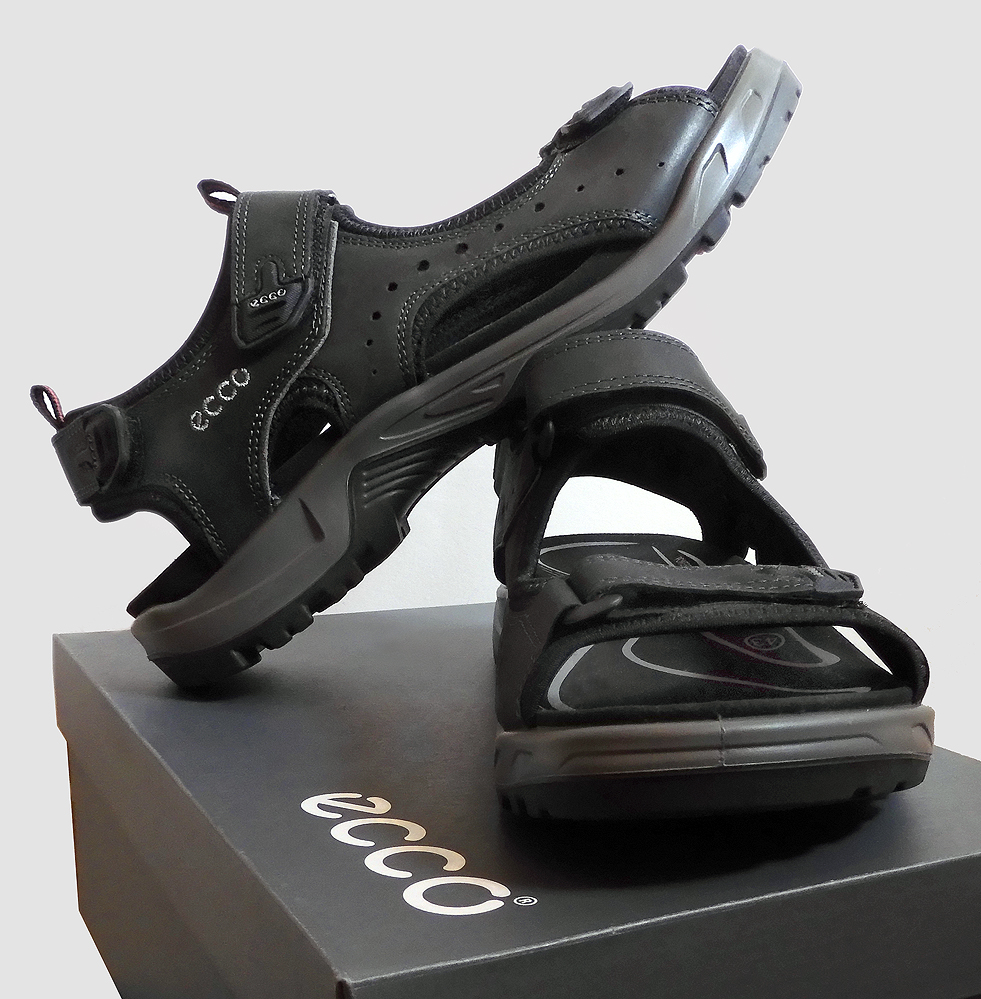
Sandalen van Ecco.

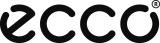
Logo

ECCO is een van oorsprong Deense schoenenproducent. Het bedrijf is in 1963 opgericht door Karl-Heinz Werner Toosbuy (23 februari 1928 - 8 juni 2004) te Bredebro (Denemarken). Zijn visie was het creëren en produceren van schoenen met een hoge mate van comfort en kwaliteit. ECCO behoort momenteel  tot de grootste producenten van schoenen ter wereld en worden verkocht in meer dan vijftig landen.
De productie van ECCO-schoenen is al lang niet meer beperkt tot alleen Denemarken. In de jaren 80 werd een groot deel van de productie verlegd naar lagelonenlanden, waaronder Thailand, Indonesië en Portugal. In 2000 kocht ECCO een van Europa's grootste nathuizen, Corlé BV, te Dongen. In Nederland heeft ECCO ruim zeshonderd verkooppunten. ECCO produceert schoenen voor divers gebruik, waaronder zakelijk, vrije tijd, wandelen en hardlopen.